# 谷山兵三
谷山 兵三（たにやま ひょうぞう、1913年1月25日 - 1990年7月4日）は、日本の薬学者。長崎大学名誉教授。日本薬学会有功会員。徳島文化女子短期大学元学長。

## 経歴
大阪府吹田市出身。1938年に長崎医科大学附属薬学専門部卒業。大日本製薬、大阪帝国大学、京都帝国大学での研究を経て、1944年に大阪薬学専門学校（現大阪大学）講師に就任しその後、同校教授を経て大阪大学医学部助教授、近畿大学薬学部教授を歴任。1961年に長崎大学教授、1963年に同大学薬学部長に就任し1965年まで務めた。1970年に再び同大学薬学部長に就任し1972年まで務めた。
長崎大学退官後は徳島文化女子短期大学学長、大阪医療技術学園専門学校理事長、大阪生物工学専門学校（現大阪動植物海洋専門学校）名誉学長を歴任。
1949年 京都大学薬学博士。論文の題は「ベンゾチアゾール誘導体の合成研究」。  
1955年に日本薬学会奨励賞（鈴木賞）受賞。1985年、勲三等旭日中綬章を受章。1990年、肺癌のため死去。